# Selección femenina de voleibol de Eslovaquia
La selección nacional de voleibol femenino de Eslovaquia representa a Eslovaquia en las competiciones internacionales y los partidos amistosos de voleibol femenino.

## Historial

### Juegos Olímpicos
- 1964-2016: No clasificada

### Campeonato del Mundo
- 1952-2018: No clasificada

### Campeonato de Europa
- 1948-2001: No participó
- 2003: 9.º puesto
- 2005: No clasificada
- 2007: 13.º puesto
- 2009-2017: No clasificada
- 2019: Por determinar

### Liga Europea
- 2016: Medalla de Plata
- 2017: Medalla de Bronce
- 2018: 9.º puesto
- 2019: 7.º puesto